# Cloître du Scalzo
Pour les articles homonymes, voir Scalzo.
Le cloître du Scalzo (en italien, Chiostro dello Scalzo) est un petit cloître qui donne sur la  Via Cavour à Florence qui a comme principal intérêt un important cycle de fresques auquel  il donne son nom.
Il est, en réalité, le portail d'accès pour l'église (détruite) de la Compagnia dei Disciplinati di San Giovanni Battista (Compagnie des disciples de saint Jean Baptiste), dite dello Scalzo (« du déchaussé ») parce que le porte-croix pendant les processions avait la coutume d'aller pied nus. L'église se trouvait en partie le long du tracé de la route actuelle, qui a été ouverte seulement au XVIIIe siècle.
La construction architecturale, simple et harmonieuse, est le projet de  Giuliano da Sangallo, et sur ses murs les fresques sont peintes en grisaille moins coûteuse pour les commanditaires, une technique monochrome, qui donne l'illusion de la sculpture.

## Le cycle des fresques
Le cycle, parmi les plus importants de la peinture florentine du début du XVIe siècle, fut réalisé par Andrea del Sarto, et pour beaucoup,  constituait son chef-d'œuvre.
Il  peignit pendant une longue période de sa carrière, entre 1509 et 1526 : 
- huit grands panneaux avec les Storie di San Giovanni Battista (Histoires de la vie de saint Jean Baptiste) ;
- les quatre Vertus sur les côtés des portes d’accès : Fede, Speranza, Carità e Giustizia  (Foi, Espérance, Charité  et  Justice).

Andrea del Sarto devait en être l'unique exécutant, y compris pour les peintures des bandes de décoration, mais en 1518 et 1519, il demande à son ami et collaborateur Franciabigio de le remplacer pour la Benedizione di San Giovanni che parte per il deserto et l'Incontro di Cristo con San Giovanni Battista, car il devait partir pour Paris dans le but de s'y établir, invité par le roi François Ier. Rentré de France pour retourner vivre à Florence, il en reprit les travaux.

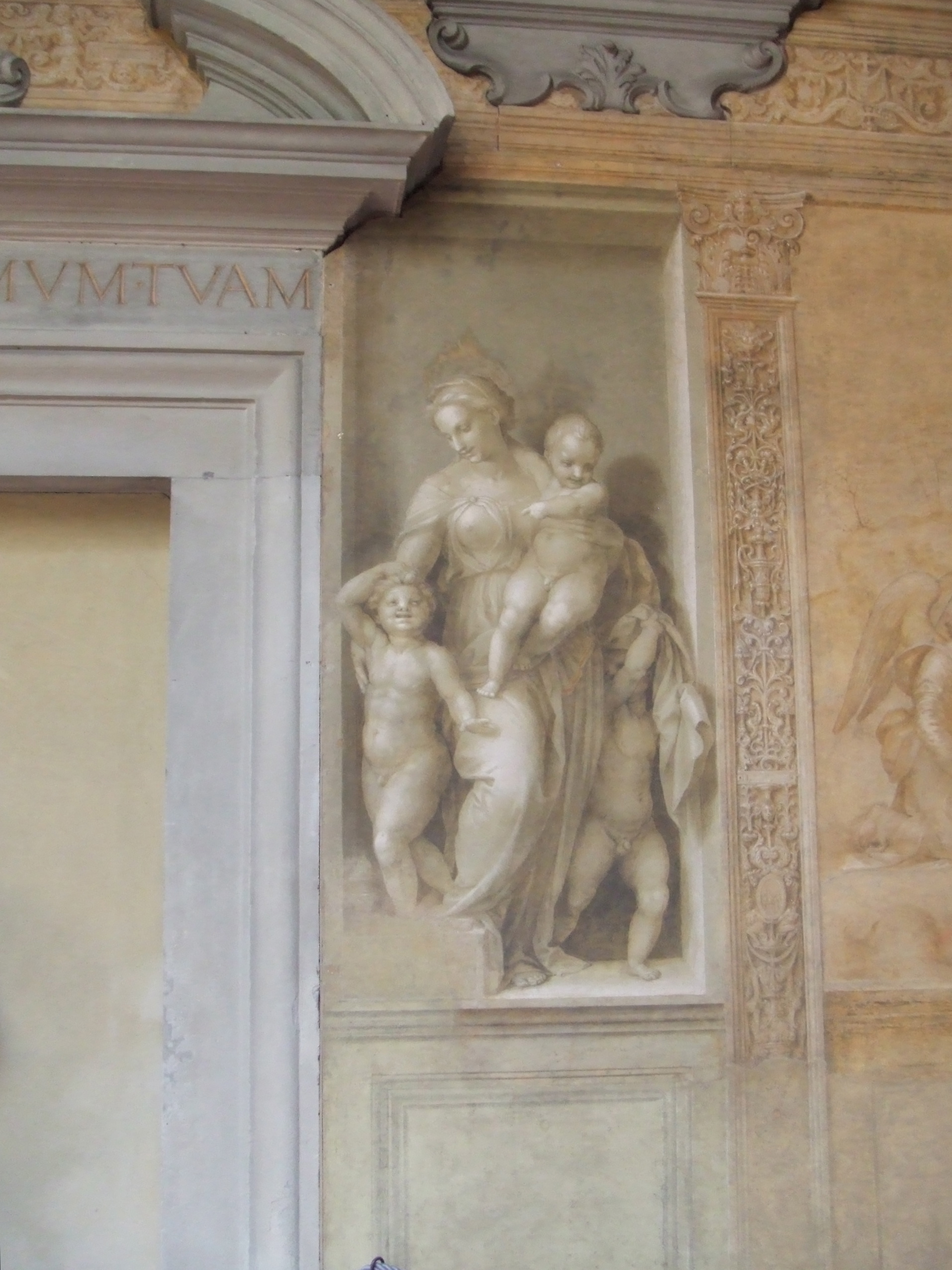
Fresque illusionniste de la Charité.
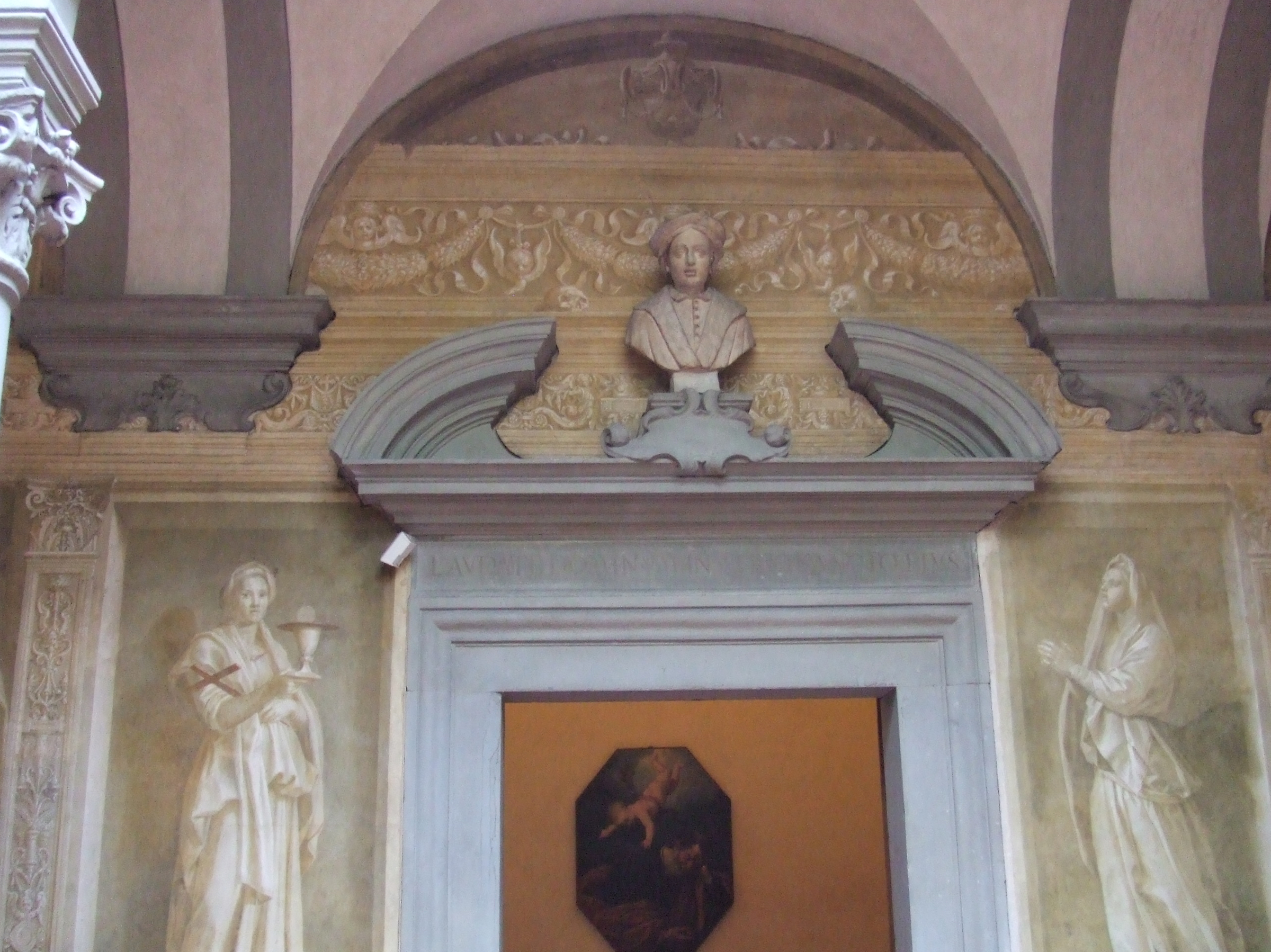
Le buste d'Andrea del Sarto et les deux allégories de la Foi et de l'Espérance.
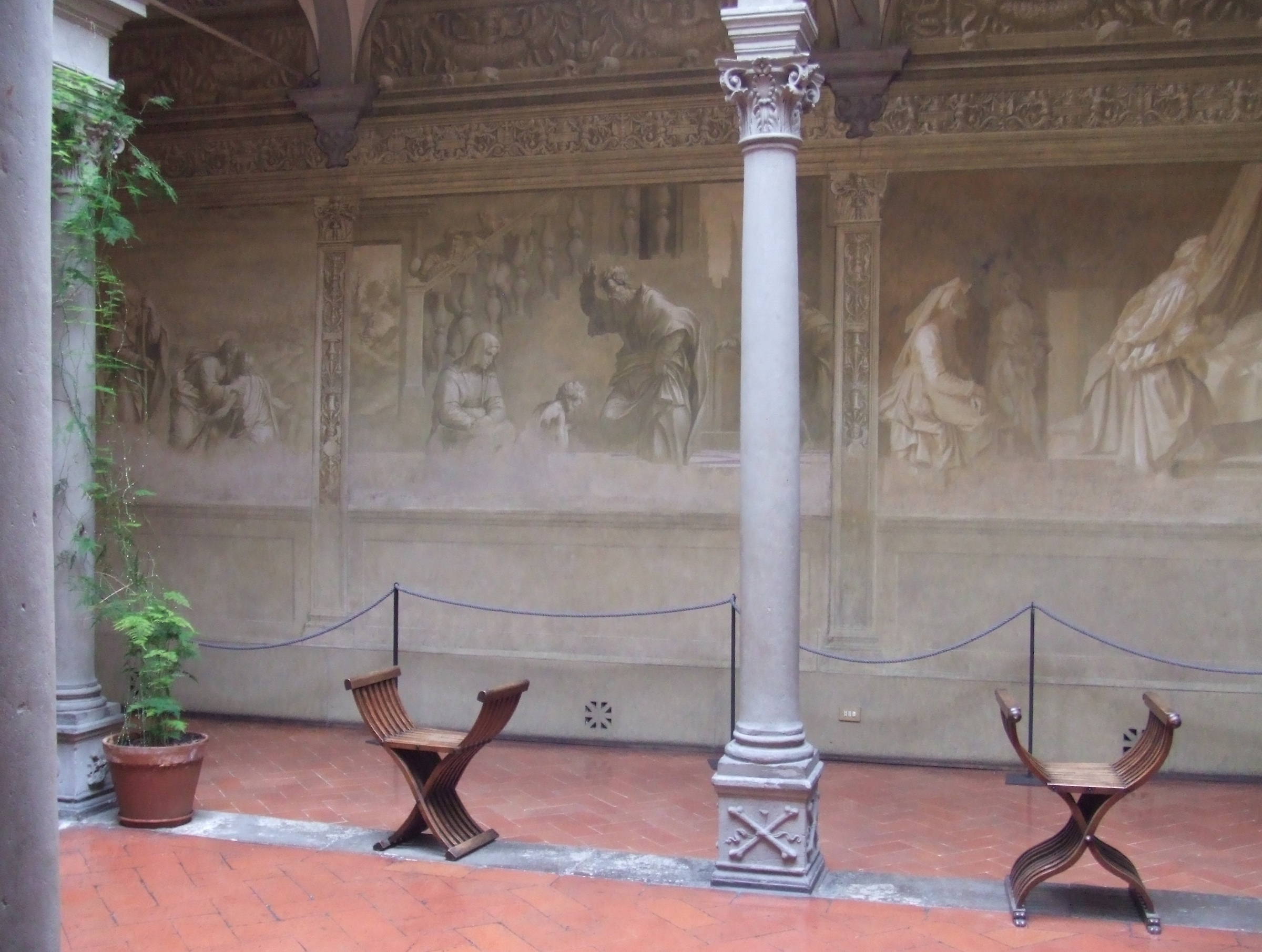
Deux épisodes de la vie de saint Jean.

L'ordre des scènes est différent de la chronologie de leur réalisation, les scènes centrales sont les plus anciennes :
1. La Fede (1523)
2. L'annuncio dell'angelo a Zaccaria (1523)
3. La visitazione (1524)
4. L'imposizione del nome al Battista (1526)
5. La benedizione di San Giovannino che parte per il deserto, Franciabigio (1518 - 1519)
6. L'incontro di Cristo e San Giovannino, Franciabigio (1518 - 1519)
7. Il battesimo di Cristo (1509)-(1510)
8. La Carità (1513)
9. La Giustizia (1515)
10. La predica del Battista (1515) (avec une des figures ressemblant à Dante)
11. Il battesimo delle moltitudini (1517)
12. La cattura del Battista (1517)
13. La danza di Salomè (1522)
14. La decollazione del Battista (1523)
15. Il banchetto di Erode (1523)
16. La Speranza (1523)